# 牛锡明
牛锡明（1956年8月—），河北博野人，工学硕士、经济学学士、高级经济师。曾任中国工商银行副行长、执行董事。现任交通银行董事长。

## 个人简历
1974年9月，牛锡明入伍加入中国人民解放军服役。复员后进入中央财政金融学院学习。1983年完成学业，获得经济学学士学位，并进入中国工商银行工作。历任青海分行工商信贷处副处长、西宁市分行副行长、行长、工交信贷部处长、副主任、主任、总经理。其间于1992年12月获评高级经济师；于1994年10月至1997年12月就读于哈尔滨工业大学管理学院技术经济专业，并获工学硕士学位。
他在1998年被母校中央财经大学聘为客座教授；自1999年起成为享受中国政府特殊津贴的金融领域专家。2000年11月，牛锡明又被任命为中国工商银行北京市分行行长。后升任总行副行长、执行董事。
2009年12月29日，牛锡明调任交通银行行长。2013年因工作调整原因辞去行长职务。2018年1月，当选第十三届全国政协委员。